# Samaraer Staatliche Akademie für begabte Kinder (Najanowa)
Die Samaraer  Akademie für begabte Kinder (Najanowa) war eine russische Hochschule in Samara. Die Akademie wurde 1988 gegründet.
Alle Programme basieren auf staatlichen Bildungsstandards. Absolventen können neben dem staatlichen Hochschuldiplom ein Diplom in der Fachrichtung „Übersetzer für professionelle Kommunikation“ erwerben. Der ständige Rektor der Universität ist seit ihrer Gründung Marina Wenediktowna Najanowa.
Gemäß der Verordnung von Rosobrnadzor Nr. 1341 vom 1. Oktober 2014 wurde der Akademie Najanowa die staatliche Akkreditierung für alle Hochschulprogramme entzogen. Aufgrund dieser Benachteiligung wurden Universitätsstudenten, die eine höhere Ausbildung (Bachelor, Master und Doktoranden) erhielten, an andere staatliche Universitäten (hauptsächlich Samaraer Staatliche Technische Universität)  versetzt. Laut dem Bildungsminister der Samara-Region, Wiktor Akopjan, wurde die Akademie im Februar 2019 in eine allgemeine Bildungseinrichtung für die Arbeit mit begabten Kindern umgewandelt.[veraltet]

## Internationale Zusammenarbeit
Die Akademie beteiligt sich am freiwilligen Austauschprogramm International Cultural Youth Exchange.
Die Akademie ist Teil des Sprachennetzes der Partneruniversitäten der französischen Botschaft.
Die Akademie beteiligt sich am zweisprachigen Schulprogramm unter der Schirmherrschaft des französischen Bildungsministeriums und des französischen Ministeriums für Europa und Äußeres.
Seit 2011 gehört die Akademie zum UNESCO Associated Schools Network.
Die Akademie ist zertifizierter Partner des Goethe-Instituts mit dem Programm PASCH-SCHULEN: Partner der Zukunft.

## Publikationen
Von Anfang an gab die Akademie eine Zeitschrift heraus, die ursprünglich „College“ hieß und dann in „Universität Prospekt“ umbenannt wurde.
Seit 2000 gibt die Akademie die Zeitung „Fran cité“ für französische Schüler heraus. Die Zeitung wird von der Kulturabteilung der französischen Botschaft in Russland empfohlen.
Seit 2005 veröffentlicht die Akademie eine Sammlung von Berichten von Studenten und Lehrern, die an der jährlich stattfindenden wissenschaftlich-praktischen Konferenz „Wissenschaft. Kreativität.“ teilgenommen haben.